# Ентелодонти
Ентелодонтите (Entelodontidae) са вид изчезнали животни живели от ранния еоцен до ранния миоцен.

## Описание
Приличат на свине и също както съвременните свине са всеядни.
Ентелодонтите имат израстъци в областта на главата за да впечатляват женските. Имат чифтни копита и огромна глава.

## Родове
- †Archaeotherium
- †Brachyhyops
- †Cypretherium
- †Daeodon
- †Entelodon
- †Eoentelodon
- †Paraentelodon
- †Proentelodon